# Агамемнон
Агамемнон (грч. Αγαμέμνων; „врло одлучан“), један од највећих хероја грчке митологије, син краља Атреја из Микене или Арга и краљице Аеропе, брат Менелајев. Други извори кажу да је син Плејстена, сина или оца Атреја, за кога се каже да је био Аеропин први муж. Кад је Хелену, Менелајову супругу, Париз одвео у Троју, Агамемнон је командовао уједињеним грчким оружаним снагама у Тројанском рату који је уследио.
Након Агамемноновог повратка из Троје, њега је убио Егист (према најстаријем преживелом запису, Одисеји 11.409–11), љубавник његове жене Клитемнестре. У старијим верзијама приче, сцена убиства, када је наведена, обично се одвија у Егистовој кући, који се није настанио у Агамемноновој палати, и сачињена је од заседе и смрти Агамемнона и његових следбеника. У неким каснијим верзијама, сама Клитемнестра га убија, или они делују заједно као саучесници, убијајући Агамемнона у његовој кући.

## Етимологија
Његово име на грчком, Ἀγαμέμνων, значи „веома постојан”, „непокорен”. Реч потиче од *Ἀγαμέδμων од ἄγαν, „веома много” и μέδομαι, „размишљати”.

## Младост
Агамемнон је био потомак Пелопса, Танталовог сина. Према уобичајеној причи (како је испричана у Илијади и Одисеји о Хомеру), Агамемнон и његов млађи брат Менелај били су синови Атреја, краља Микене, и Аеропе, ћерке критског краља Катреја. Међутим, према другој традицији, Агамемнон и Менелај су били синови Атрејевог сина Плеистена, а мајка им је била Аеропа, Клеола или Ерифила. У овој традицији, Плеистенес умире млад, а Агамемнона и Менелаја је подигао Атреј. Агамемнон је имао сестру Анаксибију (или Астиоху) која се удала за Строфија, Крисовог сина.
Агамемноновог оца Атреја убио је Егист, који је заузео микенски престо и владао њоме заједно са оцем Тистејем. За то време Агамемнон и Менелај нашли су уточиште код Тиндареја, краља Спарте. Они су се оженили његовим кћеркама, Агамемнон Клитемнестром, а Менелај Јеленом. Агамемнон и Клитемнестра имали су четворо деце: три кћери, Ифигенију, Електру и Хрисотемиду, и једног сина, Ореста.
Менелај је наследио Тиндареја у Спарти, док је Агамемнон, уз братовљеву помоћ, свргао Егиста и Тистеја и повратио очево краљевство. Проширио је краљевство освајањима и постао најмоћнији владар у Грчкој.
Агамемнонова породична историја датира још од легендарног краља Пелопса и била је укаљана бројним силовањима, убиствима и преварама. Грци верују да је насилничка прошлост била узрок зле судбине која је задесила читав Атрејев дом.

## Тројански рат
Иако није био раван Ахилу у јунаштву, Агамемнон је као краљ имао несумњиви ауторитет. Он је сазивао ратна већа и водио војску у битку. Лично се појављивао на бојном пољу и учинио је многа херојска дела док није рањен и био принуђен да се повуче у свој шатор. Његова највећа грешка је његова пргава нарав и понекад преувеличано инсистирање на ауторитету и положају, што је довело до увреде Хрисеја и Ахила, а што је изазвало велики раздор међу Грцима.
Агамамнон је окупио грчке снаге да би кренуле ка Троји. Припремајући се да отплове из Аулиде, луке у Беотији, Агамемнонови ратници су изазвали бес богиње Артемиде, јер су убили једну њој посвећену животињу. Зла срећа у виду куге и недостатка ветра спречавала је испловљавање. Коначно је пророк Калхас објавио да се богињин бес може умирити само жртвовањем Ифигеније, Агамемнонове кћери. Класични драматичари се разликују у томе да ли су се отац и кћерка добровољно покорили судбини, али Ифигенија је ипак жртвована. Њена смрт је одобровољила Артемиду и грчка војска је испловила за Троју. Постоји неколико верзија ове људске жртве у грчкој митологији. Неки извори наводе да је Агамемнон био спреман да жртвује Ифигенију, али је Артемида прихватила жртвовање јелена уместо Ифигеније, а пребацила на планину Таурус на Крим. Хесиод каже да је она постала богиња Хеката.
Агамемнон је био командант грчке војске у Тројанском рату. За време борбе Агамемнон је убио Антипа. Агамемнон пратилац Халеас се касније борио с Енејом у Италији. У Илијади се помиње прича о свађи Агамемнона и Ахила у последњој години рата. Агамемнон је узео Ахилу једну лепу робињу, Брисеју, као ратни плен. Ахил, највећи ратник свога доба, се наљутио и напустио битку, тако да је грчка војска замало изгубила рат. Захваљујући Одисејевој вештини преговарања, спор је изглађен.
После освајања Троје, пророчица Касандра, кћерка тројанског краља Пријама, постала је део његовог ратног плена.

## Повратак у Грчку и смрт
После путовања праћеног олујом, Агамемнон и Касандра искрцали су се на Арголиду или су се, ношени ветром искрцали на Егистову земљу. Егист, који је у међувремену завео Агамемнонову жену Клитемнестру, позвао га је на гозбу и издајнички убио. По Пиндару и другим трагедистима, Агамемнона је убила његова жена у купатилу, бацивши преко њега комад тканине или мрежу да не би могао да се брани. Клитемнестра је убила и Касандру. Њен бес због жртвовања Ифигеније, и љубомора због Касандре, били су мотиви овог злочина. Агемемнонову смрт осветио је његов син Орест, који убија своју мајку и Егиста.

## Друге приче
Агамемнонова судбина била је предмет бројних трагедија, класичних и модерних, од којих је најпознатија Есхилов „Агамемнон“ први део трилогије Орестија. У легенди о Пелопонезу, Агамемнон је сматран највишим типом моћног монарха, а у Спарти је обожаван као Зевс Агамемнон. Његов гроб се вероватно налази у рушевинама Микене или у Амиклеји. У уметничким делима често се користи сличност између представе Зевса, као краља богова и Агамемнона, као краља људи. Он се често слика са скиптром и дијадемом, уобичајеним атрибутима краља.
Атенеј приповиједа о томе како је Агамемнон оплакивао губитак свог пријатеља или љубавника Аргинуса, који се удавио у реци Кефис. Он ја сахранио, и изразио поштовање гробницом и светилиштем Афродите Аргинис. Ова епизода се исто тако налази код Климента Александријског, код Стефана Византијског (Копај и Аргунос), и код Секста Проперција III, уз мање варијације.